# Język informacyjny
Język informacyjny – język sztuczny, którego wyspecjalizowaną funkcją jest funkcja metainformacyjna polegająca na odwzorowaniu cech informacji lub cech nośników informacji, na których są one utrwalone, przez tworzenie ich reprezentacji zwanej charakterystyką wyszukiwawczą dokumentu oraz funkcja wyszukiwawcza polegająca na wyrażaniu zapytań informacyjnych i umożliwianiu odnalezienia w zbiorze informacyjnym tych informacji, które spełniają warunki wyrażone w zapytaniu. Przeznaczony jest do odtwarzania podstawowej treści dokumentu lub kwerendy w celu wyszukania ze zbioru informacyjnego tylko tych dokumentów, które odpowiadają na kwerendę, tzn. których charakterystyka wyszukiwawcza pokrywa się z instrukcją wyszukiwawczą.